# Poradnik Gospodarski
Poradnik Gospodarski − ogólnopolski miesięcznik adresowany do rodzinnych gospodarstw rolnych. 
Redakcja mieści się w Poznaniu. Pierwszy numer ukazał się 5 lipca 1889, a inicjatorem powstania czasopisma był Maksymilian Jackowski. W okresie międzywojennym „Poradnik” stał się organem samorządu rolniczego. Wraz z wybuchem II wojny światowej pismo zawiesiło działalność, by wznowić ją dopiero 1 stycznia 1957. Obecna linia programowa i docelowa grupa czytelników obowiązuje od 1992.

## Redaktorzy Naczelni
- Szczęsny Bykowski-Jaxa (1933 - 1939) z roczną przerwą